# Firmino Alves
Firmino Alves este un oraș în statul Bahia (BA) din Brazilia.
În 2010, populația orașului era aproximativ de 5.192 de locuitori. Economia sa se bazează în principal pe agricultură.
Inițial, orașul se numea Itamirim. După procesul de emancipare al orașului, în 1962, a fost redenumit Firmino Alves, în onoarea unui important lider politic al regiunii de cacao de la sfâșitul secolului al XIX-lea, considerat ca fondatorul orașului Itabuna.